# Gouvieux
Gouvieux is een gemeente in het Franse departement Oise (regio Hauts-de-France). De plaats maakt deel uit van het arrondissement Senlis. Gouvieux telde op 1 januari 2022 8.934 inwoners. Het ligt aan de rivier de Oise.

## Geografie
De oppervlakte van Gouvieux bedroeg op 1 januari 2022 23,25 vierkante kilometer; de bevolkingsdichtheid was toen 384,3 inwoners per km².

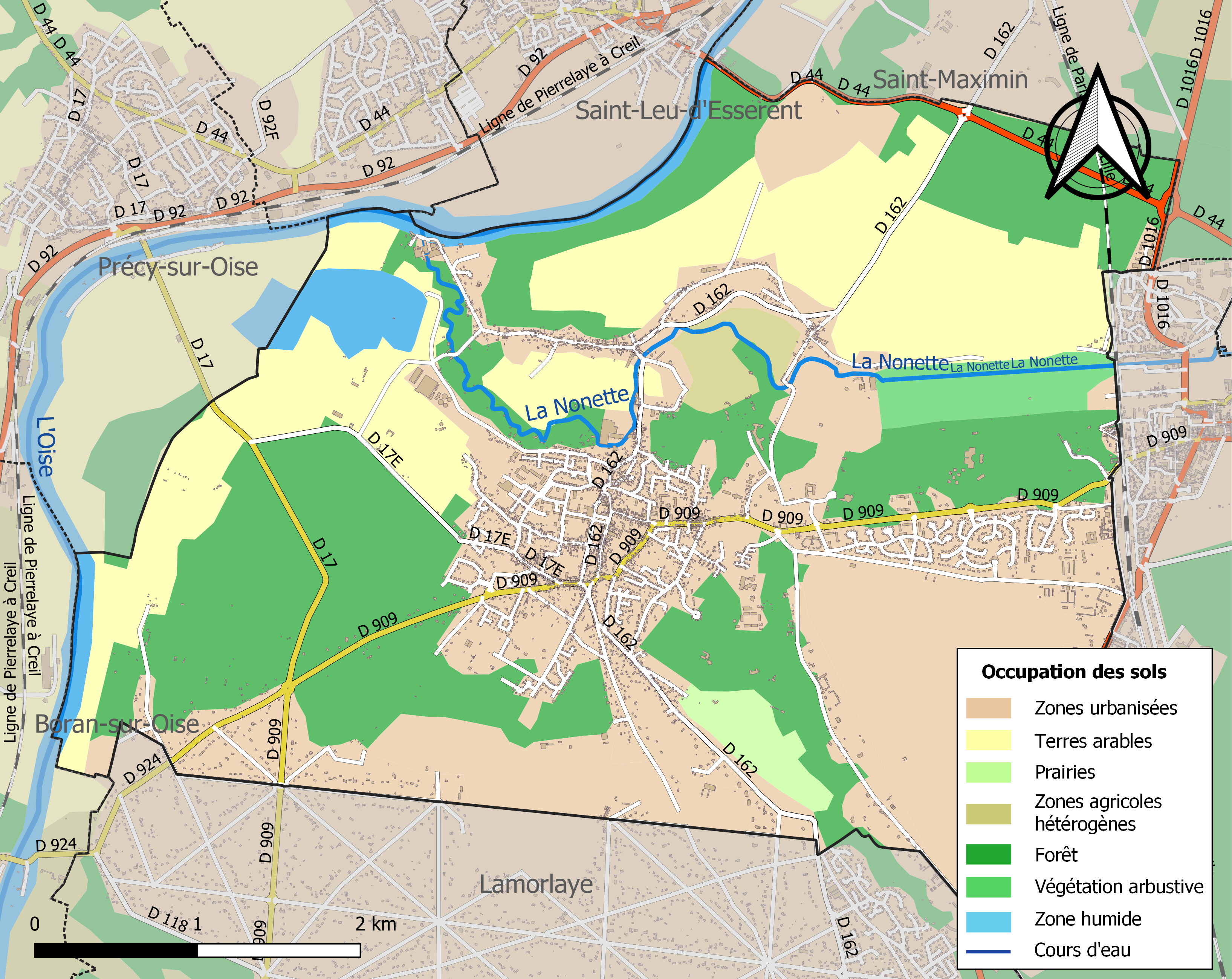
Kaart van de gemeente met belangrijkste infrastructuur, bodemgebruik en omliggende gemeenten

## Demografie
Onderstaande figuur toont het verloop van het inwonertal, bron: INSEE-tellingen. 

## Afbeeldingen

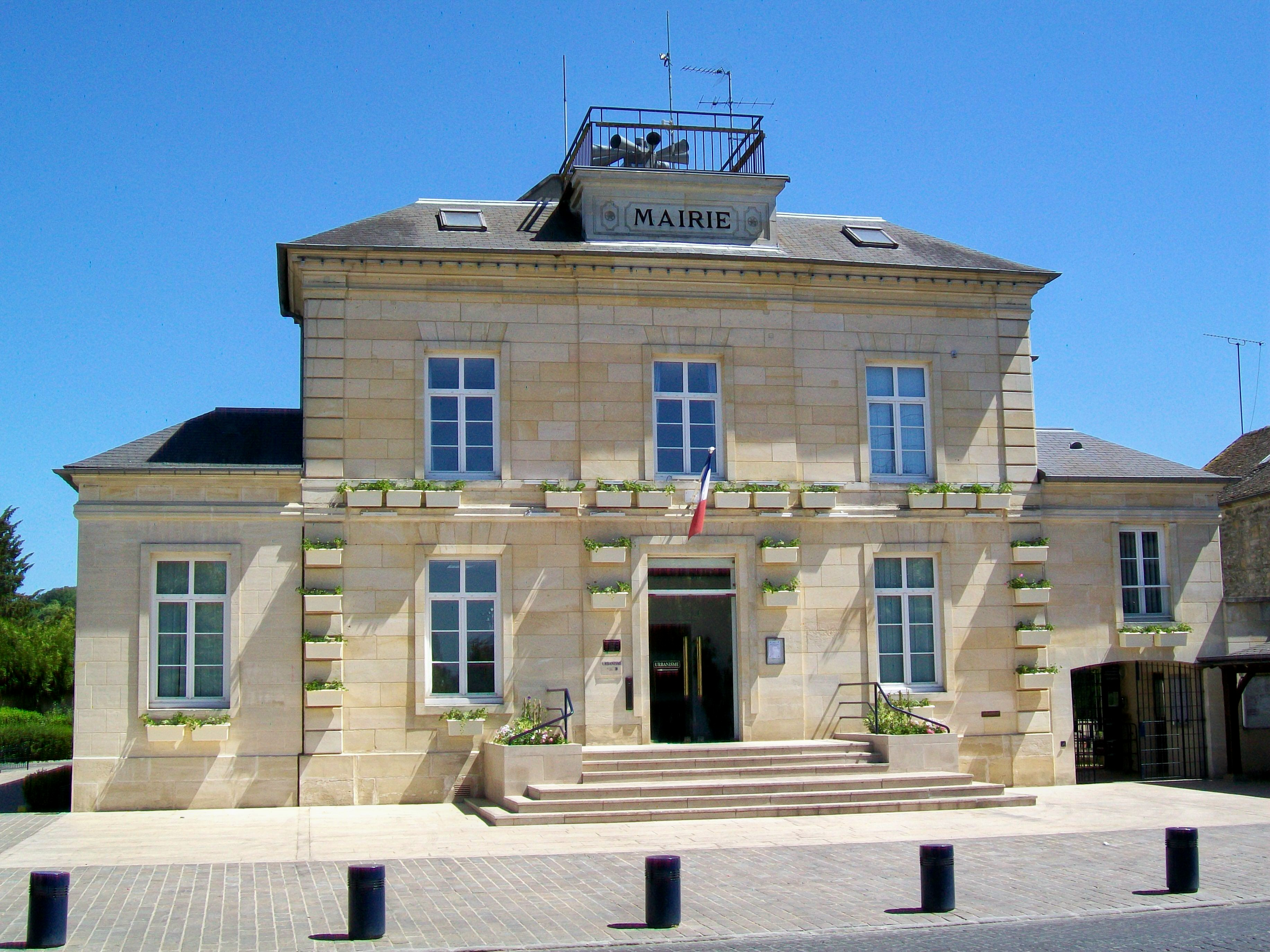
Gemeentehuis
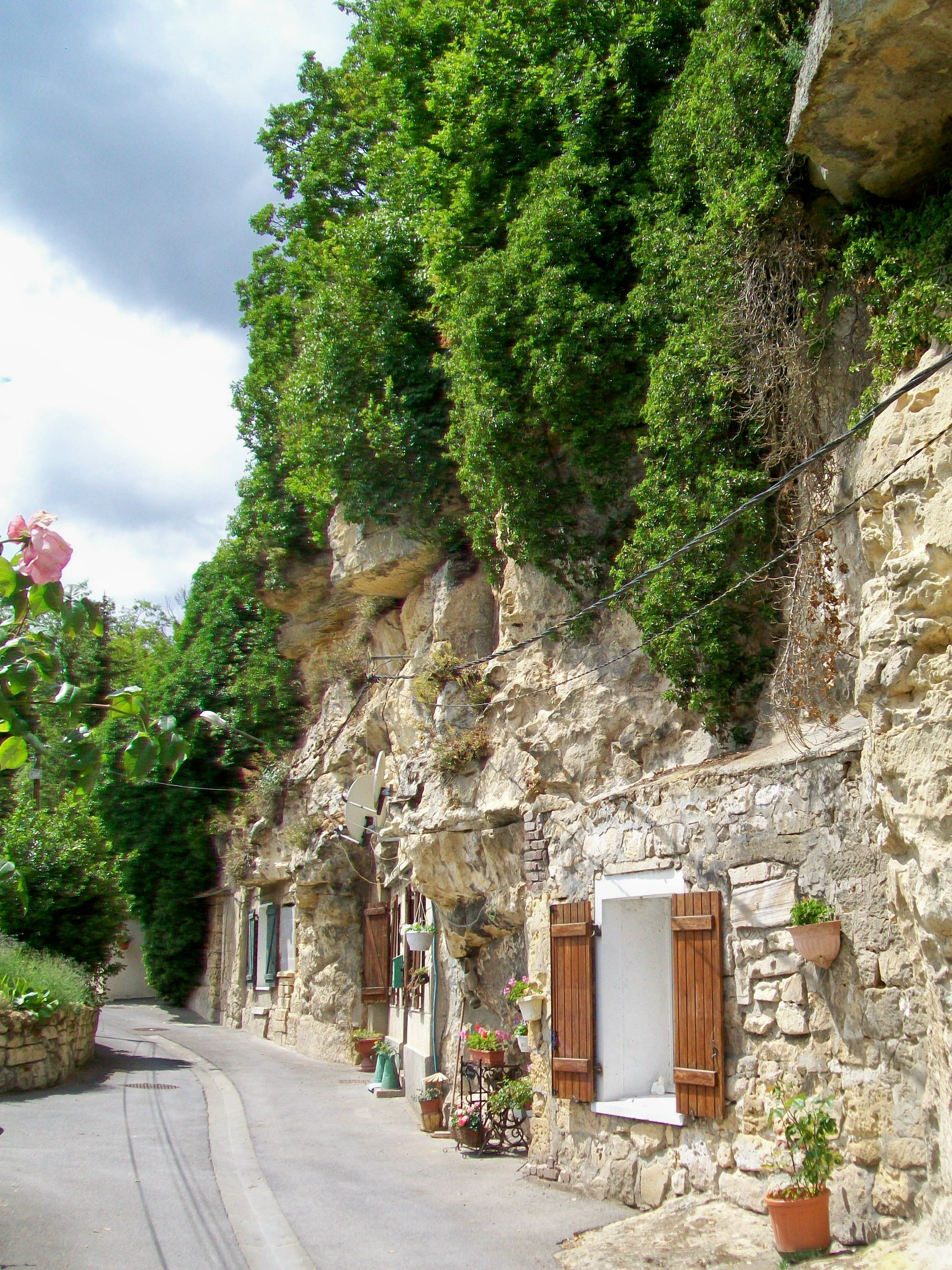
Rotswoningen, Impasse des Carrières
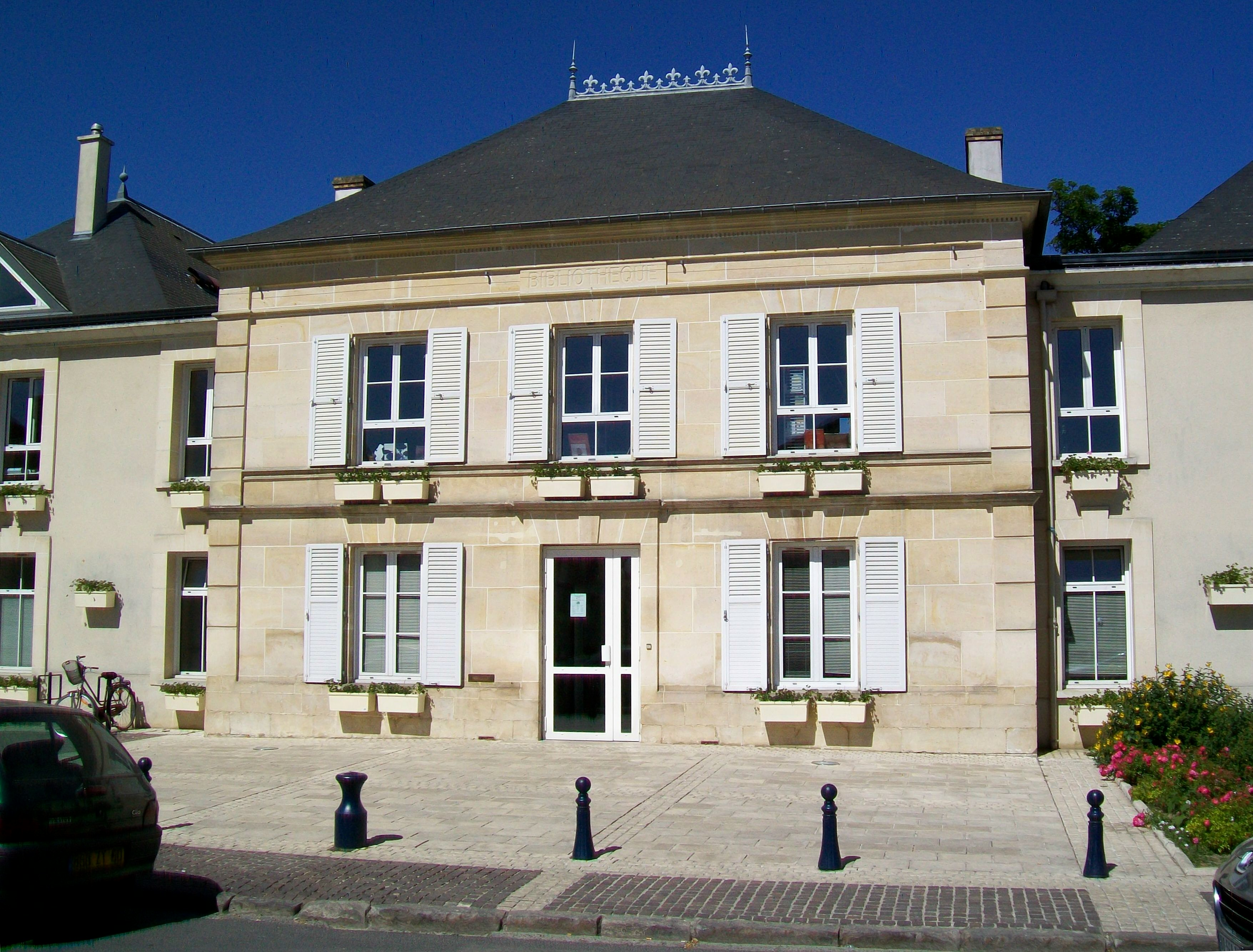
Bibliotheek

## Websites
- (fr)  Statistische informatie op de website van INSEE